# Philip Strax
Philip Strax (New York, 1º gennaio 1909 – Bethesda, 9 marzo 1999) è stato un radiologo statunitense, tra i maggiori promotori della mammografia per lo screening di tumori e cisti alla mammella.

## Biografia
Strax era uno dei cinque figli di una coppia di immigrati dell'est Europa, Jacob e Molly Strax, e nacque a Williamsburg, quartiere di Brooklyn.
Si è laureato nel 1931 all'università di New York.
La prima moglie, Bertha Goldberg Strax, morì a trentanove anni per un tumore alla mammella. Questo tragico evento lo spinse a dedicarsi allo studio dell'efficacia dello screening oncologico tramite mammografia.
Si risposò con Gertrude Jacbson. Oltre ad aver scritto numerosi testi medici, Strax si dedicò anche alla poesia.
Lo scrittore Kurt Vonnegut gli dedicò nel suo "Dio la benedica, dottor Kevorkian" una falsa intervista postuma.

## Studio sull'efficacia della mammografia
Tra il 1963 ed il 1966, con il contributo del dottor Sam Shapiro, ha condotto uno studio controllato su circa 62.000 donne tra i 40 e 64 anni per verificare l'efficacia della mammografia nella riduzione della mortalità per tumori alla mammella. I primi risultati di questo studio sono stati pubblicati nel Journal of the American Medical Association (JAMA) nel 1966. Questo studio, condotto su grandi numeri e accuratamente elaborato, ha costituito la base per l'affermazione della mammografia in tutto il mondo di oggi. Ha dimostrato che mammografie periodiche su donne asintomatiche possono permettere di diagnosticare un tumore al seno in una fase abbastanza precoce, tale da poter salvare vite umane.
Nel 1988, insieme a Shapiro, ha vinto il premio Kettering per i meriti nella lotta contro il cancro.